# Ljetna univerzijada 1991.
XVI. Ljetna univerzijada održana je u britanskom gradu Sheffieldu od 14. do 25. srpnja 1991. godine.
Najviše su odličja osvojile SAD (14 zlata, 7 srebara, 7 bronci; ukupno 28 odličja), dok je domaćin Ujedinjeno Kraljevstvo na četvrtom mjestu s 2 zlata, 4 srebra i 2 bronce (ukupno 7 odličja). Jugoslavija je u svom posljednjem nastupu osvojila jedno i to srebrno odličje.[Je li bila samo pod imenom SFRJ, a bez slo. i hrv. športaša, samo bez slo. športaša?]

## Športovi
- atletika
- košarka
- mačevanje
- plivanje
- nogomet
- skokovi u vodu
- vaterpolo
- športska gimnastika
- tenis
- odbojka

Demonstracijski športovi
- ritmička gimnastika
- hokej na travi